# Episodi di Neon Rider (prima stagione)
La prima stagione della serie televisiva Neon Rider è stata trasmessa in anteprima in Canada dalla CTV nel corso del 1990, a partire dal 15 settembre.
In precedenza, nel corso del 1989, è stato mandato in onda l'episodio pilota della serie TV.
| nº | Titolo originale  | Titolo italiano | Prima TV Canada   | Prima TV Italia |
| -- | ----------------- | --------------- | ----------------- | --------------- |
| 0  | Dude              |                 | 1989              |                 |
| 1  | Nowhere to Run    |                 | 15 settembre 1990 |                 |
| 2  | Hardcase          |                 | 1990              |                 |
| 3  | Devil's Child     |                 | 1990              |                 |
| 4  | One Step          |                 | 1990              |                 |
| 5  | Clay Pigeon       |                 | 1990              |                 |
| 6  | All's Fair        |                 | 1990              |                 |
| 7  | Playing with Fire |                 | 1990              |                 |
| 8  | The Mighty Quinn  |                 | 1990              |                 |
| 9  | Starting Over     |                 | 1990              |                 |
| 10 | Guardian Angel    |                 | 1990              |                 |
| 11 | You Can Run       |                 | 1990              |                 |
| 12 | Confessions       |                 | 1990              |                 |
| 13 | Under Pressure    |                 | 1990              |                 |
| 14 | Model Student     |                 | 1990              |                 |
| 15 | John Doe          |                 | 1990              |                 |
| 16 | Suspicions        |                 | 1990              |                 |
| 17 | Father and Son    |                 | 1990              |                 |
| 18 | High Wire         |                 | 1990              |                 |
| 19 | Blood Feud        |                 | 1990              |                 |
| 20 | Over the Line     |                 | 1990              |                 |
| 21 | Hacker            |                 | 1990              |                 |
| 22 | Backwater         |                 | 1990              |                 |
| 23 | Vengeance         |                 | 1990              |                 |
| 24 | Running Man       |                 | 1990              |                 |